# КК Спартак Санкт Петербург
КК Спартак Санкт Петербург (енгл. BC Spartak Saint Petersburg) је бивши руски кошаркашки клуб из Санкт Петербурга.

## Успеси

### Национални
- Првенство СССР:
  - Првак (2): 1975, 1992.
  - Вицепрвак (8): 1970, 1971, 1972, 1973, 1974, 1976, 1978, 1991.
  - Трећепласирани (5): 1969, 1981, 1985, 1986, 1987.

- Суперлига Русије:
  - Трећепласирани (1): 1993.

- Професионална кошаркашка лига Русије:
  - Трећепласирани (1): 2013.

- Куп СССР:
  - Победник (2) : 1978, 1987.

- Куп Русије:
  - Победник (1) : 2011.

### Међународни
- Куп Рајмунда Сапорте:
  - Победник (2): 1973, 1975.
  - Финалиста (1): 1971.

## Познатији играчи
- Перо Антић
- Патрик Беверли
- Ендру Визнески
- Хенри Домеркант
- Владимир Драгичевић
- Никола Драговић
- Душан Ђорђевић
- Миха Зупан
- Андреј Кириленко
- Јевгениј Колесников
- Никита Курбанов
- Лукас Маврокефалидис
- Дамир Маркота
- Антон Понкрашов
- Петар Поповић
- Зек Рајт
- Милован Раковић
- Јанис Стрелнијекс
- Дижон Томпсон
- Јотам Халперин

## Познатији тренери
- Јуре Здовц